# Giełda

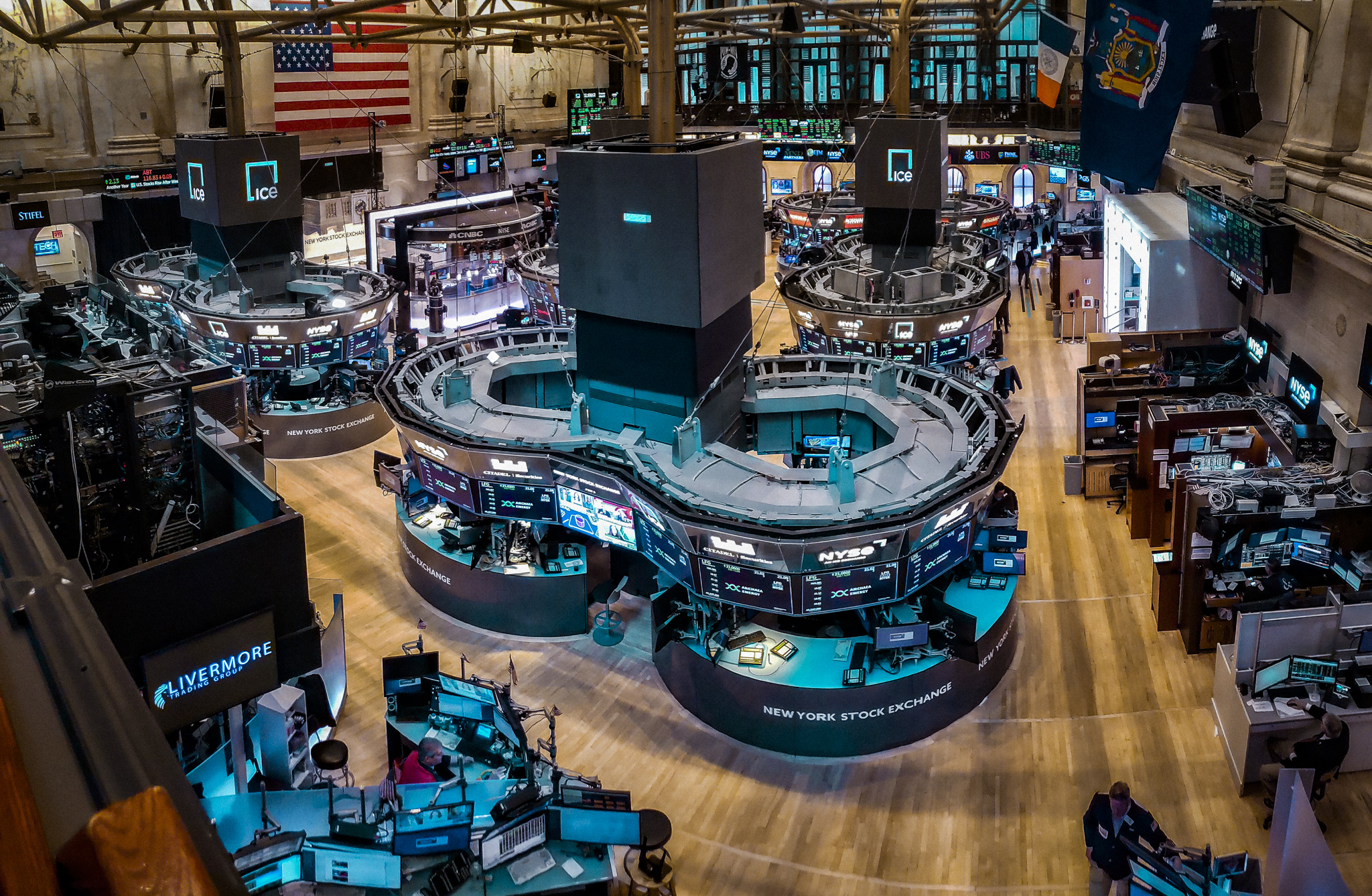
New York Stock Exchange współcześnie największa giełda papierów wartościowych

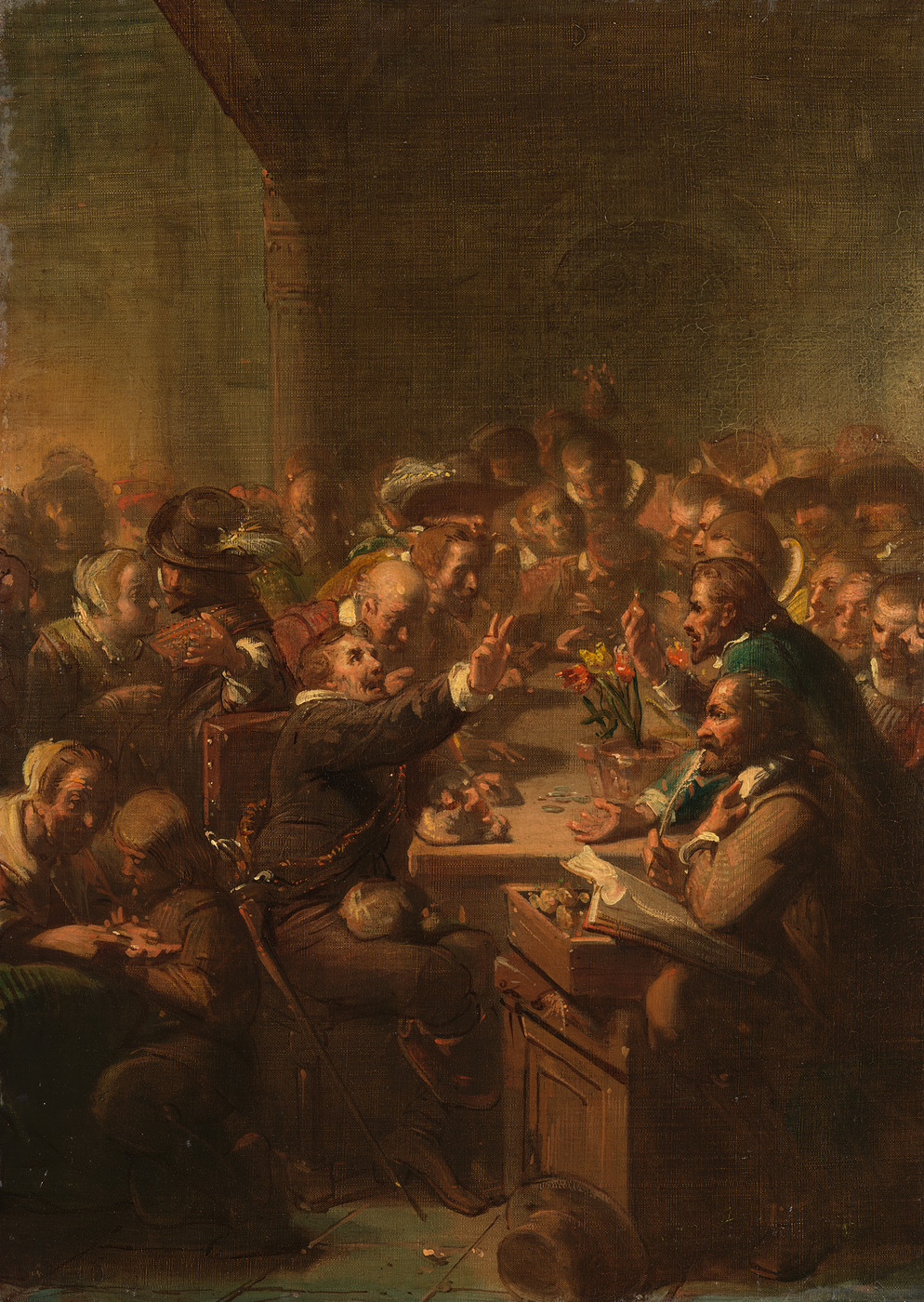
XVII-wieczna holenderska giełda tulipanów

Giełda – miejsce, gdzie w ustalonym czasie dokonywane są transakcje kupna/sprzedaży określonych instrumentów. Transakcje na giełdach zawierane są zgodnie z obowiązującym regulaminem, między członkami giełdy pośredniczącymi w zawieraniu transakcji.

## Etymologia
Polska nazwa „giełda” pochodzi od dolnoniemieckiego słowa Gilde, ta ze staroskandynawskiego gildi oznaczająca zebranie, stowarzyszenie, następnie cech rzemieślniczy, etymologicznie używane również w rozumieniu pieniądza „guldeny”, płatności i przedsiębiorstwa
W innych językach nazwy określające to pojęcie powstały od łacińskiej bursa, a stąd niemiecka Börse, a również np. rosyjska биржа.

## Organizacja giełd
Współczesne giełdy poddane są regulacji i kontroli ze strony państwa, które udziela koncesji na ich działanie i określa sposoby ich nadzorowania.
Statut i regulamin działania określają cel giełdy, prawa i obowiązki członków, organizacje władz, warunki i technikę zawierania transakcji, formy rozstrzygania sporów i reklamacji.
Prawny status giełd jest w poszczególnych krajach zróżnicowany.
Można wyszczególnić dwa podstawowe rozwiązania dotyczące sposobu powstania giełdy:
- giełda korporacyjna
- giełda państwowa.

Pierwszy sposób zezwala na utworzenie giełdy w oparciu o normy prawa handlowego. Banki, domy maklerskie, fundusze inwestycyjne i inne instytucje bezpośrednio zainteresowane, organizują rynek papierów wartościowych w formie spółki akcyjnej. Tak powstała giełda jest instytucją autonomiczną, na którą państwo nie ma bezpośredniego wpływu.
Drugi sposób powstania giełdy oparty jest na administracyjnym i odgórnym jej utworzeniu przez odpowiednie organy władzy państwowej. Państwo jest wtedy jedynym lub głównym właścicielem giełdy, a więc decyduje o wszystkich sprawach związanych z jej funkcjonowaniem.
Aby giełda mogła prawidłowo funkcjonować, musi spełniać podstawowe warunki:
- określać uczestników giełdy,
- stworzyć statut i regulamin,
- ustalić strukturę organizacyjną,
- dysponować odpowiednim wyposażeniem materialnym.

### Struktura organizacyjna giełdy
Władze giełdy, zorganizowanej najczęściej w formie spółki akcyjnej, stanowią:
- walne zgromadzenie akcjonariuszy giełdy,
- rada giełdy,
- zarząd giełdy,
- komisje giełdowe, m.in. komisja do spraw dopuszczeń papierów wartościowych do obrotu giełdowego, izba maklerska, sąd rozjemczy, sąd honorowy, biuro rozliczeń.

### Wyposażenie materialne giełdy
Wyposażenie materialne giełdy jest bardzo ważne z punktu widzenia sprawności jej działania. Chodzi tu przede wszystkim o główne pomieszczenie, w którym odbywają się sesje giełdowe. W centrum tego pomieszczenia, w zależności od wielkości giełdy, znajduje się jeden lub kilka „ringów”, tj. miejsc wydzielonych do zawierania transakcji. Obok głównego pomieszczenia znajdują się liczne pomieszczenia pomocnicze, służące władzom i administracji giełdy oraz obsłudze urządzeń i prasie.

## Rodzaje giełd

### Giełdy według wielkości
- giełdy o znaczeniu regionalnym;
- krajowym;
- międzynarodowym[5].

### Giełdy według zakresu rzeczowego transakcji
- giełda towarów
- giełda papierów wartościowych (giełda instrumentów finansowych)
- giełda usług

#### Giełda towarów
Jest to rynek, na którym w określonym czasie i miejscu zawierane są transakcje kupna-sprzedaży towarów jednorodnych pod względem jakości. Przedmiotem handlu na giełdach towarowych są więc towary masowe o wspólnych cechach typowych, dające się ująć w standardy. Na giełdzie dokonuje się transakcji bez fizycznej obecności towarów, a jedynie na podstawie ich charakterystyki i standaryzacji określonej w kontrakcie. W giełdowych składach towarowych, producenci mogą zdeponować swój towar, który zostanie przebadany pod kątem jakości i otrzyma określony standard. Deponujący jako potwierdzenie przyjęcia towaru otrzymuje kwit składowy, tak zwany warrant, który jako papier wartościowy może być przedmiotem obrotu na giełdzie.
Cechami towarów giełdowych są:
- jednorodność dająca się ująć w standardy
- trwałość
- istnienie masowości podaży i popytu dla danego towaru

#### Giełda instrumentów finansowych
Giełda instrumentów finansowych umożliwia zwiększenie kapitału podmiotom sprzedającym tam swoje akcje, jak i wyjście (sprzedaż akcji) dotychczasowym ich właścicielom. Pod względem wartości zawieranych transakcji, obroty na giełdach instrumentów finansowych znacznie przewyższają obroty towarami i usługami. Podmiotami uczestniczącymi w giełdach instrumentów finansowych są przede wszystkim banki, władze monetarne państwa, a także przedsiębiorstwa i osoby fizyczne – reprezentowane przez maklerów i brokerów. Wśród giełd walorów najważniejszą rolę odgrywają giełdy papierów wartościowych oraz giełdy instrumentów pochodnych.

#### Giełda usług
Przedmiotem kontraktu na międzynarodowych giełdach usług są przede wszystkim:
- usługi transportowe
- usługi ubezpieczeniowe
- pośrednictwo transakcyjne

## Podział transakcji giełdowych
Ogół transakcji giełdowych dzielimy na:
- Transakcje rzeczywiste – celem jest faktyczny zakup lub sprzedaż towaru (przeniesienie prawa własności) znajdującego się na składzie, w pobliżu giełdy, bądź w większej odległości. Może to być także towar będący dopiero w fazie produkcji. Ze względu na termin i sposób dostawy transakcje rzeczywiste dzieli się na:
  - transakcje z natychmiastową dostawą (spot) – odbiór towaru następuje w ciągu jednego dnia do dwóch tygodni od chwili zawarcia umowy;
  - transakcje na przybycie lub na towary w drodze – dotyczą towarów już załadowanych i skierowanych do określonego miejsca, po zawarciu transakcji nabywca wskazuje miejsce, gdzie towar ma być ostatecznie dostarczony;
  - transakcje na załadowanie – dostawca po zawarciu umowy w ustalonym późniejszym terminie ma obowiązek załadować towar w porcie wysyłki lub innym miejscu i skierować go do miejsca ustalonego w umowie;
- Transakcje nierzeczywiste – zawierane nie dla chęci kupna samego towaru, ale dla odsprzedaży kontraktu po zmienionej w międzyczasie cenie. Transakcje te nazywane są też często spekulacyjnymi. Pozwalają one na rozwój asekuracji cenowej i łagodzą wpływ koniunktury na wahania cen towarów.

## „Byki” i „niedźwiedzie”

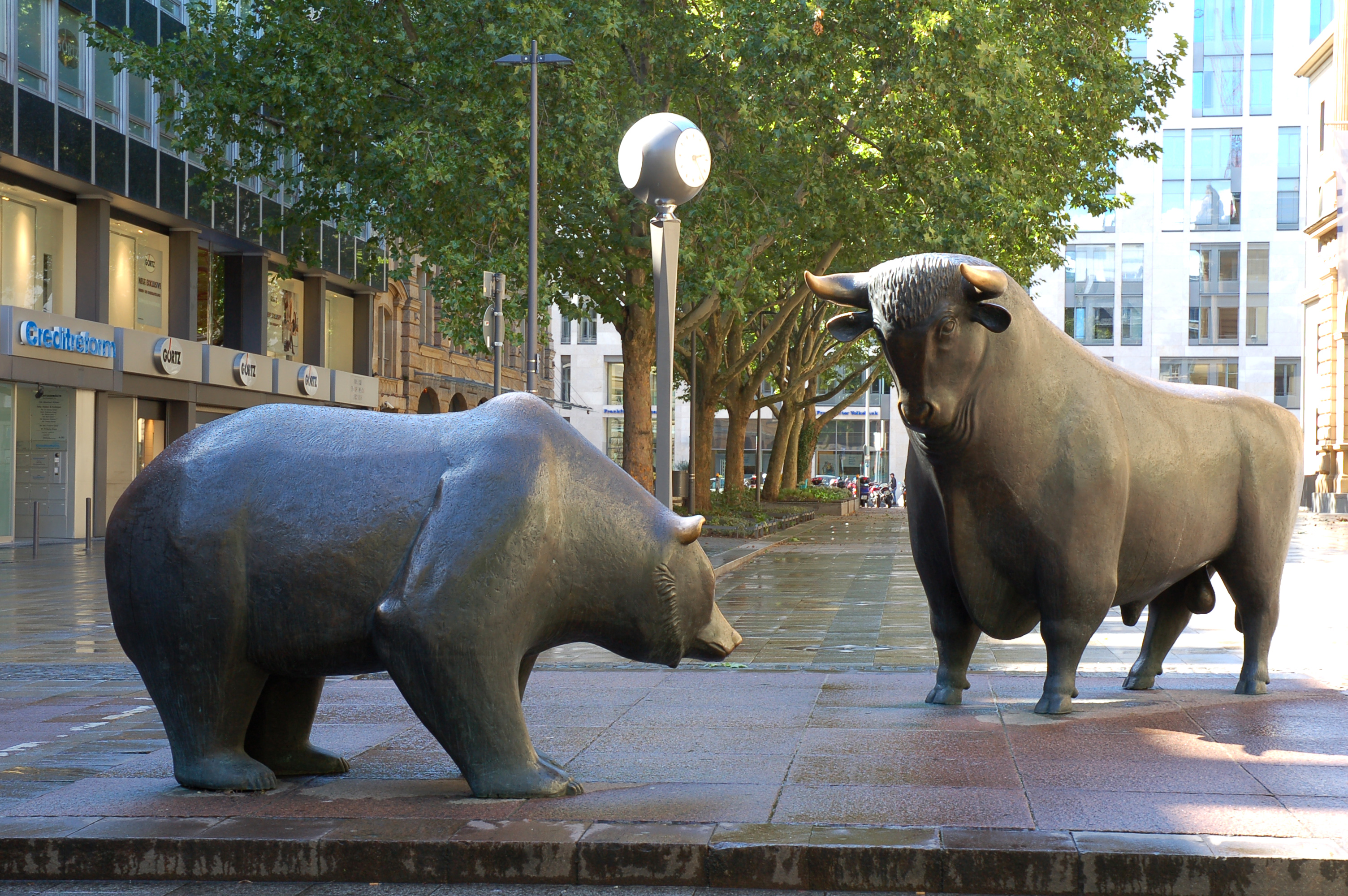
Rzeźba „byka i niedźwiedzia” we Frankfurcie nad Menem. Byk symbolizuje hossę, a niedźwiedź bessę

W terminologii giełdowej inwestorzy, którzy oczekują wzrostu ceny papieru wartościowego lub kategorii papierów wartościowych (np. akcji) nazywani są „bykami”, a inwestorzy, którzy oczekują spadku ceny – „niedźwiedziami” (zob. strategia byka i niedźwiedzia).